# Suna
Suna (russisk: Суна, finsk: Suunujoki) er en flod i republikken Karelen i Rusland. Den er 280 km lang, med et afvandingsareal på 7.670 km2.
Floden har sit udspring fra søen Kivi-Jarvi og udmunder i Kondopogabugten i Onega. 27 km fra mundingen ligger den kendte, 11 meter høje Kivatsu-vandfald.
62°06′28″N 34°16′26″Ø / 62.1078°N 34.2739°Ø